# August Geist

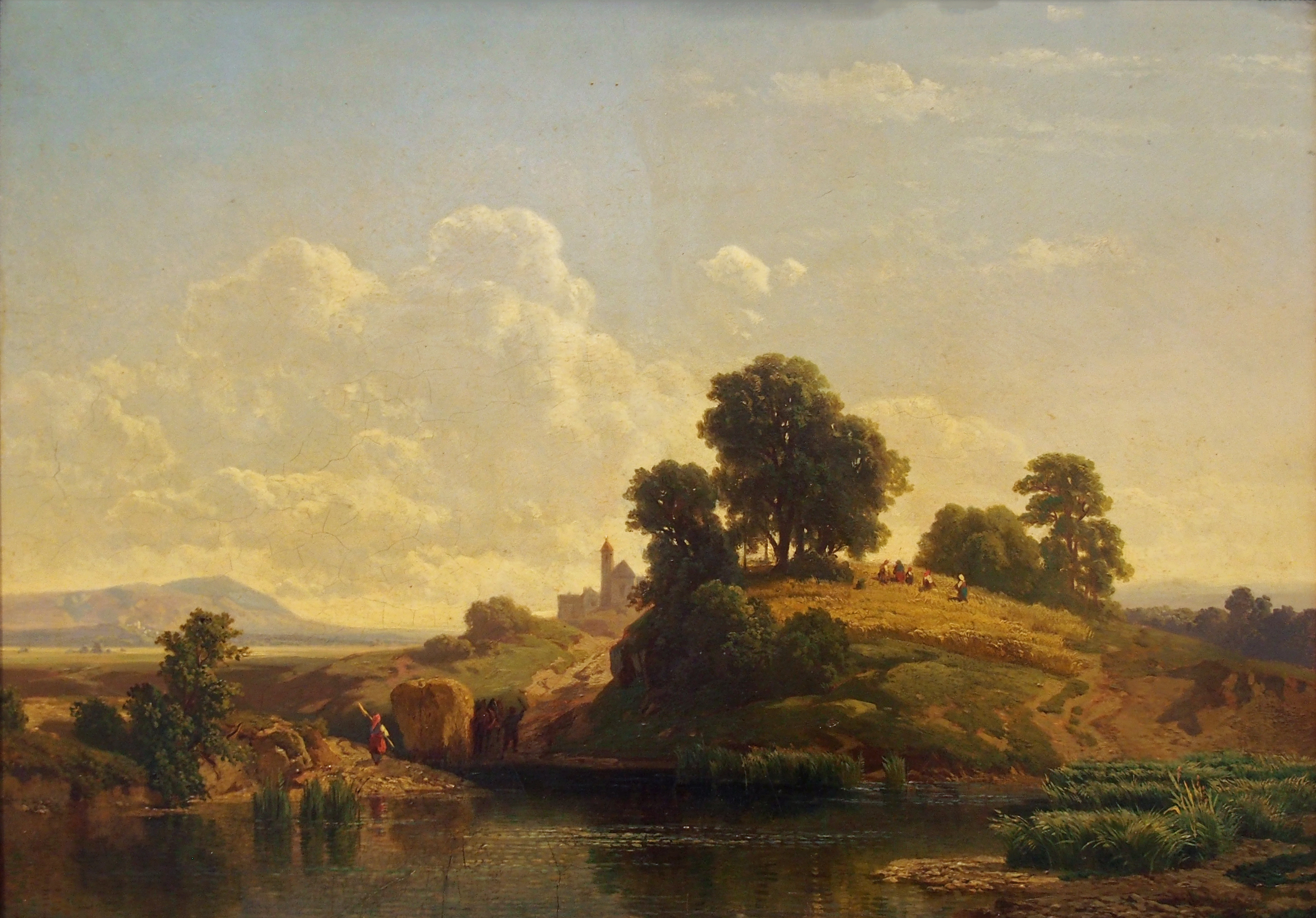
Erntemittag in der Fränkischen Schweiz

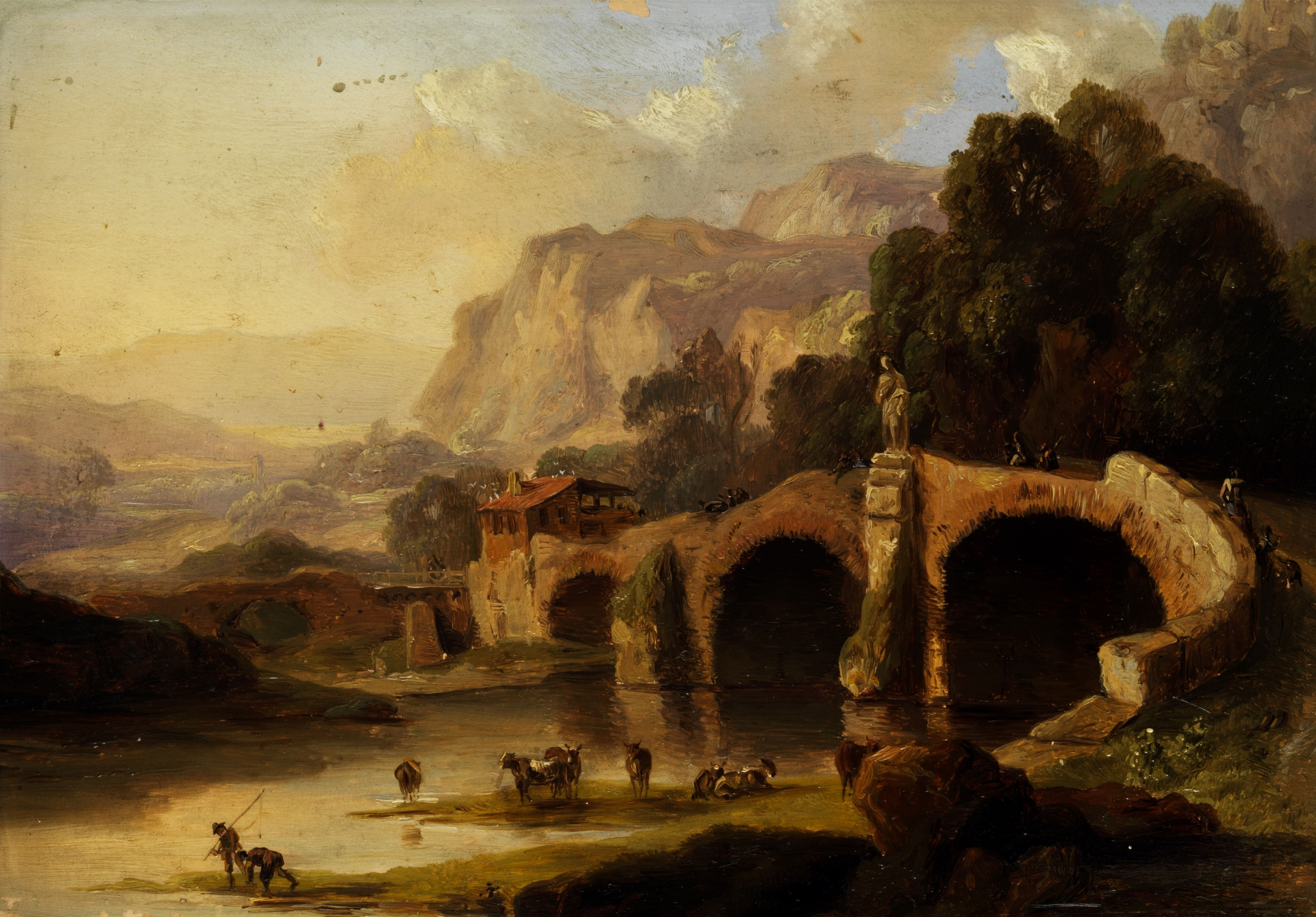
August Geist, Tiefe Landschaft mit Fluss und Brücke, Öl auf Holz.

August Christian Geist (* 15. Oktober 1835 in Würzburg; † 15. Dezember 1868 in München) war ein deutscher Landschaftsmaler.
Geist lernte erst bei seinem Vater Andreas Geist, einem Tiermaler und Theatermaler, und besuchte die polytechnische Schule des 1806 gegründeten Polytechnischen Zentralvereins in Würzburg. 1853 siedelte er nach München über, wo er als Schüler von Fritz Bamberger sein Talent so rasch entwickelte, dass er nach zwei Jahren als selbstständiger Künstler auftrat.
Von München aus besuchte er zum Zweck von Naturstudien besonders das Alpenvorland. 1854 durchzog er das Rhöngebirge, 1857 Unterfranken, dessen malerische Burgruinen er in einer Sammlung von 13 Stahlradierungen wiedergab, welche 1858 mit Text von Contzen durch L. Adelmann in Würzburg herausgegeben wurden. 1859 führten ihn seine Studien in die Fränkische Schweiz und nach Karlsruhe zu Meister Schirmer. In den folgenden Jahren durchreiste er das bayerische Hochland. Im Herbst 1865 begann er eine größere Reise nach Italien. Er überwinterte seiner angegriffenen Gesundheit wegen in Rom, von wo er Ende Mai 1867 schwer leidend, aber mit einer reichen Sammlung von Studien nach München zurückkehrte. Doch die Ausbeutung dieser Studien war ihm nicht vergönnt, da er schon am 15. Dezember 1868 an seiner „Schwindsucht“ starb.
Seine Motive zeichnen sich durch durchdachte Komposition und sorgfältige Zeichnung aus. Geist war ein Dichter, der die Natur in ihren tiefsten Stimmungen beleuchtete und, ohne der Wahrheit zu nahe zu treten, mit dem Schönheitsgefühl seiner Linien wiedergab. Er führte nicht nur eine große Zahl von Ölbildern aus, sondern hinterließ auch einen Schatz von Studien, die er mit gewissenhaftester Sorgfalt wahrte, chronologisch ordnete und über die er sozusagen Buch hielt. Das meiste davon wurde am 20. Mai 1869 in einer Auktion versteigert.